# ステファン・ランビエール
ステファン・ランビエール（フランス語: Stéphane Lambiel、1985年4月2日 - ）は、スイスのフィギュアスケート選手（男子シングル）。2006年トリノオリンピック銀メダリスト。2005年・2006年世界選手権優勝、2010年バンクーバーオリンピック4位。

## 人物
スイスのマルティニに生まれ、サクソンで幼少期を過ごす。みんなが顔見知りの小さな村から、いつも50人ほどのカウベルを持った応援団がランビエールの試合に駆けつけていたという。
家族はアルプス生まれの父、ポルトガル出身の母、3歳上の姉、4歳下の弟。フランス語、ドイツ語（スイスドイツ語ではない）、英語、ポルトガル語を流暢に話し、さらに現在はイタリア語と日本語を学んでいる。2004年に聖モーリスカレッジで生物学と化学のマチュリテ（大学入学資格－高等教育修了証）を得ているが、フィギュアスケートに専念するため大学進学は見送っている。ジュネーヴとローザンヌを練習拠点とし、夏にスイスのリンクが閉まっている間はドイツで練習していた。
スピンと芸術面での評価が高い選手であった。とりわけスピンはメディアからたびたび「世界一」と評され、彼の代名詞として用いられた。男子シングル史上初めて演技構成点で9点台をマークした選手である（バンクーバー五輪のショートプログラム）。
ジャンプでは4回転トウループやスリーターンから入る3回転ループジャンプを得意としていた。演技後半にも4回転を跳び、また、4回転からの3連続コンビネーションにも幾度か成功している。一方、3回転アクセルを大の苦手としていた。

## 経歴

### ジュニア

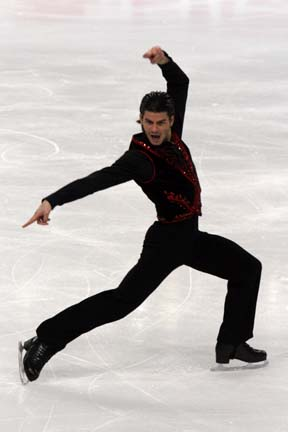
2007/2008 ISUグランプリファイナル

7歳の時、先にスケートをしていた3歳年上の姉と一緒にリンクへ連れて行かれ、芸術性に魅せられてスケートを始める。その数年後、コーチのペーター・グリュッターと振付師のサロメ・ブルナーに出会う。11歳でスイスノービスチャンピオンとなり、ローザンヌで開催された1997年世界選手権のエキシビションに出演した。1997-1998シーズンからジュニアクラスに上がり、スイス選手権ジュニアクラスを2連覇。2種類の3回転-3回転コンビネーションジャンプとスピンに力をいれ、2001年世界ジュニア選手権では5位に入賞した。

### シニア
2000-2001シーズンからはシニアクラスに参戦し、スイス選手権初優勝（以降、2008年大会まで8連覇）。翌2001-2002シーズン、欧州選手権での4位入賞を評価され、ソルトレイクシティオリンピックと世界選手権への出場権を獲得する。だが2002年のソルトレイクシティ五輪では総合15位、続く世界選手権も18位に終わった。
2002-2003シーズンからプログラムに4回転ジャンプと3回転アクセルを積極的に取り入れるようになる。2003-2004シーズンには膝の手術のため2ヶ月の休養に入るが、復帰後に方向性を見失ってスランプに陥る。この時にコーチをセドリック・モノドに変えたがうまくいかず、グルッターとブルナーのもとに戻った。世界選手権ではフリースケーティングに2度の4回転を取り入れて4位入賞を果たす。翌世界選手権では、予選からフリーまで大会を通じて5度の4回転ジャンプを成功させ、スイスの男子シングル選手として58年ぶりの世界チャンピオンになった。
2005-2006シーズン、グランプリファイナル初優勝、欧州選手権2位と活躍を見せた。2006年のトリノオリンピック直前には膝を怪我していたが、そのトリノ五輪男子シングル本番では、ショートプログラムで3位発進。フリーでは4回転トウループ－3回転トウループ－2回転ループのジャンプを成功させるも、細かなミスも有って4位だったが、総合で2位入賞を果たし銀メダルを獲得（金メダル獲得はロシアのエフゲニー・プルシェンコ）。五輪で2位の表彰台に登ったランビエールは感極まって男泣きしていた。続く世界選手権ではスイス選手では初めてとなる2連覇を達成した。
2006-2007シーズンは、オリンピックでの銀メダル獲得や世界選手権を2連覇したことから競技に対する情熱を失ってしまい、アイスショー「アート・オン・アイス」に出場するなど、将来への模索があったという。グランプリシリーズスケートカナダではショートプログラム7位から逆転優勝したが、NHK杯はウイルス性の風邪で棄権。スイス選手権7連覇を果たしたが、1月に入ってから「内なる炎がなくなった」として欧州選手権を棄権した。その後、ショーで観客の声援を受けたことで世界選手権を決意し、銅メダルを獲得。2007年以降も競技会続行する意志を表明した。この試合で競技用プログラムとして初披露されたアントニオ・ナハーロ振り付けのフリープログラムの「ポエタ」は代表作となり、その後エキシビションやアイスショーで何度も滑っている。
2007-2008シーズン、グランプリシリーズ中国杯、ロシア杯では、技術的にはやや精彩を欠きながらも演技構成点では高評価を得て表彰台には上がり続け、グランプリファイナルではショートプログラム2位から逆転優勝、欧州選手権も2位となったが、世界選手権では精彩を欠き5位、3シーズンぶりの台落ちとなった。練習環境の改善を求めて、長年師事してきたピーター・グルッターを離れ、アメリカニュージャージー州ウェインでヴィクトール・ペトレンコの指導を受け始める。しかし、2008年世界選手権中に痛めた左足内転筋の回復が思わしくなく、満足に練習できないとして10月に引退を表明。プロスケーターとして活躍する傍ら、コロンビアの貧しい子供達のために家と学校を建てようというNGO「Moi pour Toit」の活動にも尽力している。
2009年7月25日に公式HPにおいて引退の原因となっていた左足内転筋の痛みが治療によって緩和されたため、翌2010年のバンクーバーオリンピックの出場を目指して競技会に復帰することを表明、コーチもグルッターに戻した。オリンピックの出場権獲得のためにネーベルホルン杯に出場し優勝、スイス選手権も制し、欧州選手権では2位となった。バンクーバー五輪男子シングルではSP5位・FS3位ながら共にパーソナルベストを更新したものの、銅メダルを獲得した日本代表の髙橋大輔に僅か0.51点及ばず、総合4位入賞に留まり惜しくも二大会五輪メダル獲得はならなかった。

### 引退後
2010年3月、再び引退を表明。
再引退後すぐに米ABCで放映されたスペシャル番組『Thin Ice』（有名スケーターが男女でペアを組み、対戦するという内容）では荒川静香とペアを組んで総合3位となったが、視聴者投票では1位、と好評を得た。また、振り付け師としての活動も開始した。2010/2011シーズンの髙橋大輔のエキシビション「アメリ」の振り付けを担当。
2016年8月25日、ラトビアのデニス・ヴァシリエフスのコーチに就任。
2020年より、日本の宇野昌磨のコーチに就任。
2022年2月、北京オリンピックに出場する宇野に同行する為、出国前の新型コロナウイルス検査をした際にランビエールの陽性反応が出たが、無症状の為数日遅れで合流した。

## 主な戦績
| 大会/年              | 97-98 | 98-99 | 99-00 | 00-01 | 01-02 | 02-03 | 03-04 | 04-05 | 05-06 | 06-07 | 07-08 | 09-10 |
| -------------------- | ----- | ----- | ----- | ----- | ----- | ----- | ----- | ----- | ----- | ----- | ----- | ----- |
| 冬季オリンピック     |       |       |       |       | 15    |       |       |       | 2     |       |       | 4     |
| 世界選手権           |       |       |       |       | 18    | 10    | 4     | 1     | 1     | 3     | 5     |       |
| 欧州選手権           |       |       |       | 9     | 4     | 5     | 6     | 4     | 2     |       | 2     | 2     |
| スイス選手権         | 1 J   | 1 J   |       | 1     | 1     | 1     | 1     | 1     | 1     | 1     | 1     | 1     |
| GPファイナル         |       |       |       |       |       |       |       |       | 1     |       | 1     |       |
| GPロシア杯           |       |       |       |       |       |       | 5     |       | 2     |       | 2     |       |
| GP中国杯             |       |       |       |       |       |       |       |       | 2     |       | 3     |       |
| GPスケートカナダ     |       |       |       |       |       |       |       |       |       | 1     |       |       |
| GPラリック杯         |       |       |       |       | 6     |       |       |       |       |       |       |       |
| ネーベルホルン杯     |       |       |       |       |       |       |       |       |       |       |       | 1     |
| ネペラ記念           |       |       |       |       |       | 1     |       |       |       |       |       |       |
| フィンランディア杯   |       |       |       |       | 11    |       |       |       |       |       |       |       |
| 世界Jr.選手権        |       |       | 10    | 5     |       |       |       |       |       |       |       |       |
| JGPサン・ジェルヴェ  |       | 8     |       | 9     |       |       |       |       |       |       |       |       |
| JGPメキシコ          |       |       |       | 2     |       |       |       |       |       |       |       |       |
| JGPSBC杯             |       |       | 3     |       |       |       |       |       |       |       |       |       |
| JGPピルエッテン      |       |       | 7     |       |       |       |       |       |       |       |       |       |
| JGP中国              |       | 8     |       |       |       |       |       |       |       |       |       |       |
| トリグラフトロフィー | 3 N   |       |       |       |       |       |       |       |       |       |       |       |

### 詳細
| 2009-2010 シーズン    |                                                    |         |          |          |
| 開催日                | 大会名                                             | SP      | FS       | 結果     |
| 2010年2月12日 - 28日  | バンクーバーオリンピック（バンクーバー）           | 5 84.63 | 3 162.09 | 4 246.72 |
| 2010年1月18日 - 24日  | 2010年ヨーロッパフィギュアスケート選手権（タリン） | 5 77.75 | 2 160.79 | 2 238.54 |
| 2009年12月11日 - 12日 | スイスフィギュアスケート選手権（ルガーノ）         | 1 83.91 | 1 160.32 | 1 244.23 |
| 2009年10月3日         | 2009年ジャパンオープン（さいたま）                 | -       | 1 150.52 | 1 団体   |
| 2009年9月24日 - 27日  | 2009年ネーベルホルン杯（オーベルストドルフ）       | 1 77.45 | 1 154.91 | 1 232.36 |

| 2007-2008 シーズン    |                                                      |         |          |          |
| 開催日                | 大会名                                               | SP      | FS       | 結果     |
| 2008年4月20日         | 2008年ジャパンオープン（さいたま）                   | -       | 2 146.49 | 2 団体   |
| 2008年3月17日 - 23日  | 2008年世界フィギュアスケート選手権（ヨーテボリ）     | 5 79.12 | 7 138.76 | 5 217.88 |
| 2008年1月21日 - 27日  | 2008年ヨーロッパフィギュアスケート選手権（ザグレブ） | 3 71.78 | 2 153.46 | 2 225,24 |
| 2007年12月13日 - 16日 | 2007/2008 ISUグランプリファイナル（トリノ）          | 2 83.80 | 1 155.30 | 1 239.10 |
| 2007年12月7日 - 8日   | スイスフィギュアスケート選手権（ヴィンタートゥール） | 1 76.84 | 1 132.71 | 1 209.55 |
| 2007年11月22日 - 25日 | ISUグランプリシリーズ ロシア杯（モスクワ）           | 1 80.49 | 2 138.35 | 2 218.84 |
| 2007年11月7日 - 11日  | ISUグランプリシリーズ 中国杯（ハルビン）             | 3 70.20 | 3 122.02 | 3 192.22 |

| 2006-2007 シーズン   |                                                    |         |          |          |
| 開催日               | 大会名                                             | SP      | FS       | 結果     |
| 2007年3月19日 - 25日 | 2007年世界フィギュアスケート選手権（東京）         | 6 72.70 | 2 160.65 | 3 233.35 |
| 2006年12月7日 - 9日  | スイスフィギュアスケート選手権（ジュネーヴ）       | 1 74.82 | 1 132.13 | 1 206.95 |
| 2006年11月2日 - 5日  | ISUグランプリシリーズ スケートカナダ（ビクトリア） | 7 64.45 | 1 146.25 | 1 210.70 |

| 2005-2006 シーズン  |                                                        |         |         |          |          |
| 開催日              | 大会名                                                 | 予選    | SP      | FS       | 結果     |
| 2006年5月14日-日    | 2006年ジャパンオープン（さいたま）                     | -       | -       | -        | 1 団体   |
| 2006年3月19日-26日  | 2006年世界フィギュアスケート選手権（カルガリー）       | 1 40.23 | 4 77.41 | 1 156.58 | 1 274.22 |
| 2006年2月10日-26日  | トリノオリンピック（トリノ）                           | -       | 3 79.04 | 4 152.17 | 2 231.21 |
| 2006年1月16日-22日  | 2006年ヨーロッパフィギュアスケート選手権（リヨン）     | -       | 3 74.73 | 2 154.14 | 2 228.87 |
| 2005年12月16日-18日 | 2005/2006 ISUグランプリファイナル（東京）              | -       | 1 80.60 | 1 141.07 | 1 230.10 |
| 2005年12月9日-10日  | スイスフィギュアスケート選手権（ビアスカ）             | -       | 1 85.93 | 1 141.35 | 1 227.00 |
| 2005年11月24日-27日 | ISUグランプリシリーズ ロシア杯（サンクトペテルブルク） | -       | 2 78.35 | 2 147.20 | 2 225.55 |
| 2005年11月3日-6日   | ISUグランプリシリーズ 中国杯（北京）                   | -       | 3 70.20 | 2 133.40 | 2 203.60 |

| 2004-2005 シーズン |                                                    |         |         |          |          |
| 開催日             | 大会名                                             | 予選    | SP      | FS       | 結果     |
| 2005年3月14日-20日 | 2005年世界フィギュアスケート選手権（モスクワ）     | 1 38.00 | 1 80.28 | 1 144.18 | 1 224.46 |
| 2005年1月25日-30日 | 2005年ヨーロッパフィギュアスケート選手権（トリノ） | -       | 3 69.97 | 7 126.50 | 4 196.47 |

| 2003-2004 シーズン  |                                                        |      |         |          |          |
| 開催日              | 大会名                                                 | 予選 | SP      | FS       | 結果     |
| 2004年3月22日-28日  | 2004年世界フィギュアスケート選手権（ドルトムント）     | 3    | 6       | 4        | 4        |
| 2004年2月2日-8日    | 2004年ヨーロッパフィギュアスケート選手権（ブダペスト） | 4    | 12      | 5        | 6        |
| 2003年11月20日-23日 | ISUグランプリシリーズ ロシア杯（モスクワ）             | -    | 6 62.00 | 3 136.01 | 5 198.01 |

| 2002-2003 シーズン |                                                      |      |    |    |      |
| 開催日             | 大会名                                               | 予選 | SP | FS | 結果 |
| 2003年3月24日-30日 | 2003年世界フィギュアスケート選手権（ワシントンD.C.） | 3    | 16 | 10 | 10   |
| 2003年1月20日-26日 | 2003年ヨーロッパフィギュアスケート選手権（マルメ）   | -    | 6  | 5  | 5    |
| 2002年9月26日-29日 | 2002年オンドレイネペラメモリアル（ブラチスラヴァ）   | -    | 1  | 1  | 1    |

| 2001-2002 シーズン  |                                                        |      |    |    |      |
| 開催日              | 大会名                                                 | 予選 | SP | FS | 結果 |
| 2002年3月16日-24日  | 2002年世界フィギュアスケート選手権（長野）             | 6    | 18 | 17 | 18   |
| 2002年2月9日-21日   | ソルトレイクシティオリンピック（ソルトレイクシティ）   | -    | 16 | 16 | 15   |
| 2002年1月14日-19日  | 2002年ヨーロッパフィギュアスケート選手権（ローザンヌ） | 4    | 6  | 4  | 4    |
| 2001年11月14日-18日 | ISUグランプリシリーズ ラリック杯（パリ）               | -    | 7  | 5  | 6    |
| 2001年10月5日-7日   | 2001年フィンランディア杯（ヘルシンキ）                 | -    | 14 | 10 | 11   |

| 2000-2001 シーズン   |                                                            |      |    |    |      |
| 開催日               | 大会名                                                     | 予選 | SP | FS | 結果 |
| 2001年2月26日-3月2日 | 2001年世界ジュニアフィギュアスケート選手権（ソフィア）     | 4    | 3  | 7  | 5    |
| 2001年1月22日-27日   | 2001年ヨーロッパフィギュアスケート選手権（ブラチスラヴァ） | 5    | 7  | 9  | 9    |
| 2000年9月14日-17日   | ISUジュニアグランプリ メキシコ杯（メキシコシティ）         | -    | 3  | 2  | 2    |
| 2000年8月23日-26日   | ISUジュニアグランプリ サンジェルヴェ（サン・ジェルヴェ）   | -    | 7  | 9  | 9    |

| 1999-2000 シーズン  |                                                                  |      |    |    |      |
| 開催日              | 大会名                                                           | 予選 | SP | FS | 結果 |
| 2000年3月5日-12日   | 2000年世界ジュニアフィギュアスケート選手権（オーベルストドルフ） | 9    | 8  | 11 | 10   |
| 1999年11月19日-21日 | ISUジュニアグランプリ SBC杯（長野）                              | -    | 3  | 3  | 3    |
| 1999年11月11日-14日 | ISUジュニアグランプリ ピルエッテン（ハーマル）                   | -    | 11 | 4  | 7    |

| 1998-1999 シーズン    |                                                            |    |    |      |
| 開催日                | 大会名                                                     | SP | FS | 結果 |
| 1998年10月20日 - 25日 | ISUジュニアグランプリ 中国（北京）                         | 8  | 8  | 8    |
| 1998年8月19日 - 22日  | ISUジュニアグランプリ サン・ジェルヴェ（サン・ジェルヴェ） | 8  | 7  | 8    |

## プログラム
| シーズン  | SP | FS | EX |
| --------- | --- | --- | --- |
| 2009-2010 | ウィリアム・テル序曲 作曲：ジョアキーノ・ロッシーニ                                                                              | 椿姫 作曲：ジュゼッペ・ヴェルディブエノスアイレスの秋 作曲：アストル・ピアソラ                                                                  | In Your Eyes ボーカル：アナスタシア行かないで ボーカル：ジャック・ブレル |
| 2008-2009 | サマータイム 作曲：ジョージ・ガーシュウィン                                                                                      | ブエノスアイレスの秋 作曲：アストル・ピアソラ                                                                                                   | Tainted Love ボーカル：ポール・ヤングFreak like me ボーカル：シュガーベイブス映画『ロミオとジュリエット』より 作曲：ニーノ・ロータ                                                                     |
| 2007-2008 | カルネ・クルーダ 演奏：ヌエボ・タンゴ・アンサンブル                                                                              | ポエタ 作曲：ビセンテ・アミーゴ 振付：アントニオ・ナハロ                                                                                        | 映画『ロミオとジュリエット』より 作曲：ニーノ・ロータGimme Sexy Back ボーカル：ブリトニー・スピアーズ、ジャスティン・ティンバーレイクFather and Son ボーカル：ローナン・キーティング                   |
| 2006-2007 | 映画『ブラッド・ダイヤモンド』より 作曲：ジェームズ・ニュートン・ハワードGeissel Drama 作曲：クリスティーネ・ラウテンブルク      | ポエタ 作曲：ビセンテ・アミーゴ 振付：アントニオ・ナハロ四季 作曲：アントニオ・ヴィヴァルディ 演奏：ナイジェル・ケネディ 振付：サロメ・ブルナー | ステイン・アライヴ 曲：ビージーズニュー・シューズ 曲：パオロ・ヌティーニフィックス・ユー 曲：コールドプレイ                                                                                            |
| 2005-2006 | ドラリオン シルク・ドゥ・ソレイユよりマラゲーニャ 映画『レジェンド・オブ・メキシコ/デスペラード』より 作曲：ロバート・ロドリゲス | 四季 作曲：アントニオ・ヴィヴァルディ 演奏：ナイジェル・ケネディ 振付：サロメ・ブルナー                                                         | フィックス・ユー 曲：コールドプレイ 振付：サロメ・ブルナーIf I hadn't got you 曲：リサ・スタンスフィールドユア・ビューティフル ボーカル：ジェームス・ブラントI don't wanna be 曲：ギャヴィン・デグロウ |
| 2004-2005 | スパニッシュ・キャラバン 作曲：ジョージ・ウィンストン                                                                            | 映画『キング・アーサー』より 作曲：ハンス・ジマー映画『トゥルーマン・ショー』より 作曲：フィリップ・グラス、ブルクハルト・ダルウィッツ          | Oceania ボーカル：ビョークビリー・ジーン ボーカル：マイケル・ジャクソンKiller ボーカル：シール歌劇『トスカ』より 作曲：ジャコモ・プッチーニ                                                            |
| 2003-2004 | ジョニーがいなくてがっかり 演奏：ヴァネッサ・メイ                                                                                | ジプシーダンス 演奏：エドウィン・マートンZabuca 演奏：ヨハネス・リンステッド Loving Paris 作曲：デビッド・ヴィザン                              | Take the Long Way Home 曲：スーパートランプ |
| 2002-2003 | Laissez-moi me griser 作曲：モーリス・エル・メディオニ                                                                           | 映画「ショコラ」より 作曲：レイチェル・ポートマン                                                                                               | Magic Stradivarius 演奏：エドウィン・マートンLa vie fait ce qu'elle veut ボーカル：ジュリー・ゼナッティ                                                                                                |
| 2001-2002 | Vuelvo Al Sur 演奏：Gotan Project                                                                                                | キダム 『シルク・ドゥ・ソレイユ』より | アルバム『Born』より 演奏：ボンド |
| 2000-2001 | ラ・クンパルシータ 演奏：ザビア・クガート                                                                                        | トリトン 作曲：ジョセフ・ラカイユ | |
| 1999-2000 | ラ・クンパルシータ 演奏：ザビア・クガート                                                                                        | トリトン 作曲：ジョセフ・ラカイユ | |

## 出演
- ユーリ!!! on ICE（2016年12月21日） - 本人 役[27]
- 「氷艶 hyoen2019ー月光かりの如くー」（2019年7月26日～28日、横浜アリーナ）‐ 朱雀君